# Euphthiracarus sikhotealinicus
Euphthiracarus sikhotealinicus är en kvalsterart som beskrevs av Wojciech Niedbała 2006. Euphthiracarus sikhotealinicus ingår i släktet Euphthiracarus och familjen Euphthiracaridae. Inga underarter finns listade i Catalogue of Life.